# Motor de quatre cilindres en línia

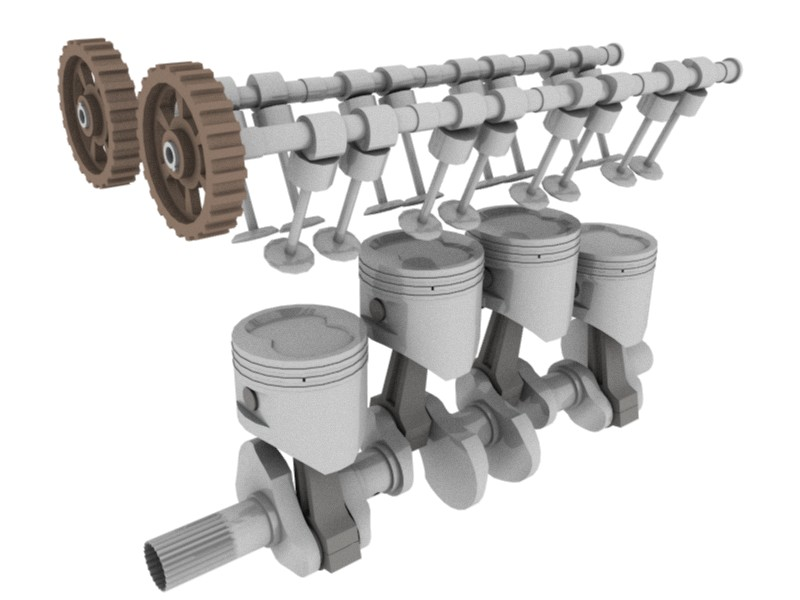
Imatge generada per ordinador que mostra les principals parts internes en moviment d'un motor quatre en línia amb transmissió per corretja, doble arbre de lleves i 4 vàlvules per cilindre.

Un motor de 4 cilindres en línia és una configuració de motor de combustió interna en la qual quatre cilindres estan disposats en una sola fila. Pot ser muntat longitudinalment o transversalment, amb cilindres i pistons verticals, o fins i tot parcialment inclinat o en posició horitzontal. Avui en dia és la configuració del motor utilitzat en la majoria dels cotxes de fins a 2,2 litres de cilindrada. El límit «pràctic» per als motors de quatre cilindres de cicle de quatre temps és de prop de 2,5 litres, encara que també s'han construït motors més grans.